# Koogerpark
Het Koogerpark, oorspronkelijk het "Kooger Wandelpark", is een klein park in Koog aan de Zaan in de gemeente Zaanstad in de Nederlandse provincie Noord-Holland.
Het park is in 1926 aangelegd op de plek van de in 1855 gesloopte papiermolen "De Jonge Zwaan". Het op het terrein staande Huis met de ijzeren brug werd verplaatst naar een plek ten westen van het park waar het sinds 1928 onderdak biedt aan het Molenmuseum.

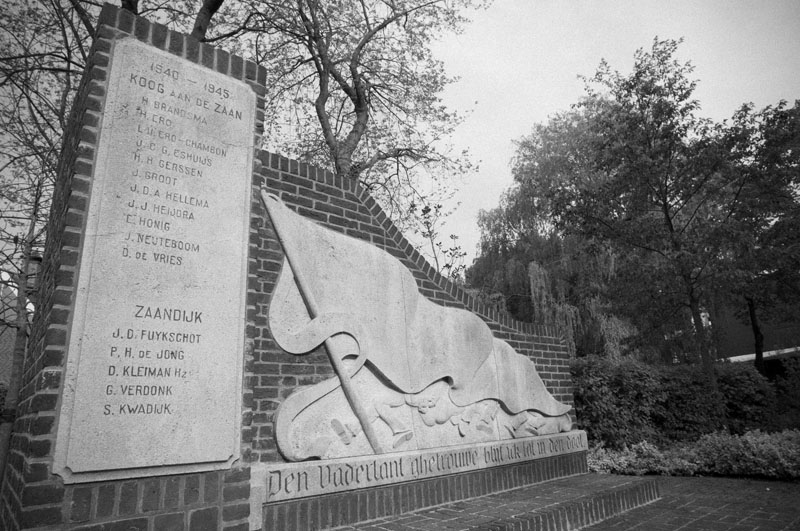
Verzetsmonument in het Koogerpark

Sinds 1927 was er een muziektent in het park die in 1971 werd gesloopt. In 2012 is een nieuwe gebouwd die het "Duyvis Wiener Paviljoen" wordt genoemd.
In het park staat sinds 1946 een monument waar verzetsmensen van Koog aan de Zaan en Zaandijk worden herdacht. Het is in 2001 verplaatst, binnen het park.